# Agaricales
Agaricales is een botanische naam voor een orde van paddenstoelen. Ze zijn herkenbaar door de plaatjes waartussen de sporen zitten.
Het is een orde van meer of minder vlezige zwammen met gewoonlijk een duidelijke steel en hoed. Onder de hoed bevinden zich lamellen (plaatjes) waarop de sporen worden geproduceerd.

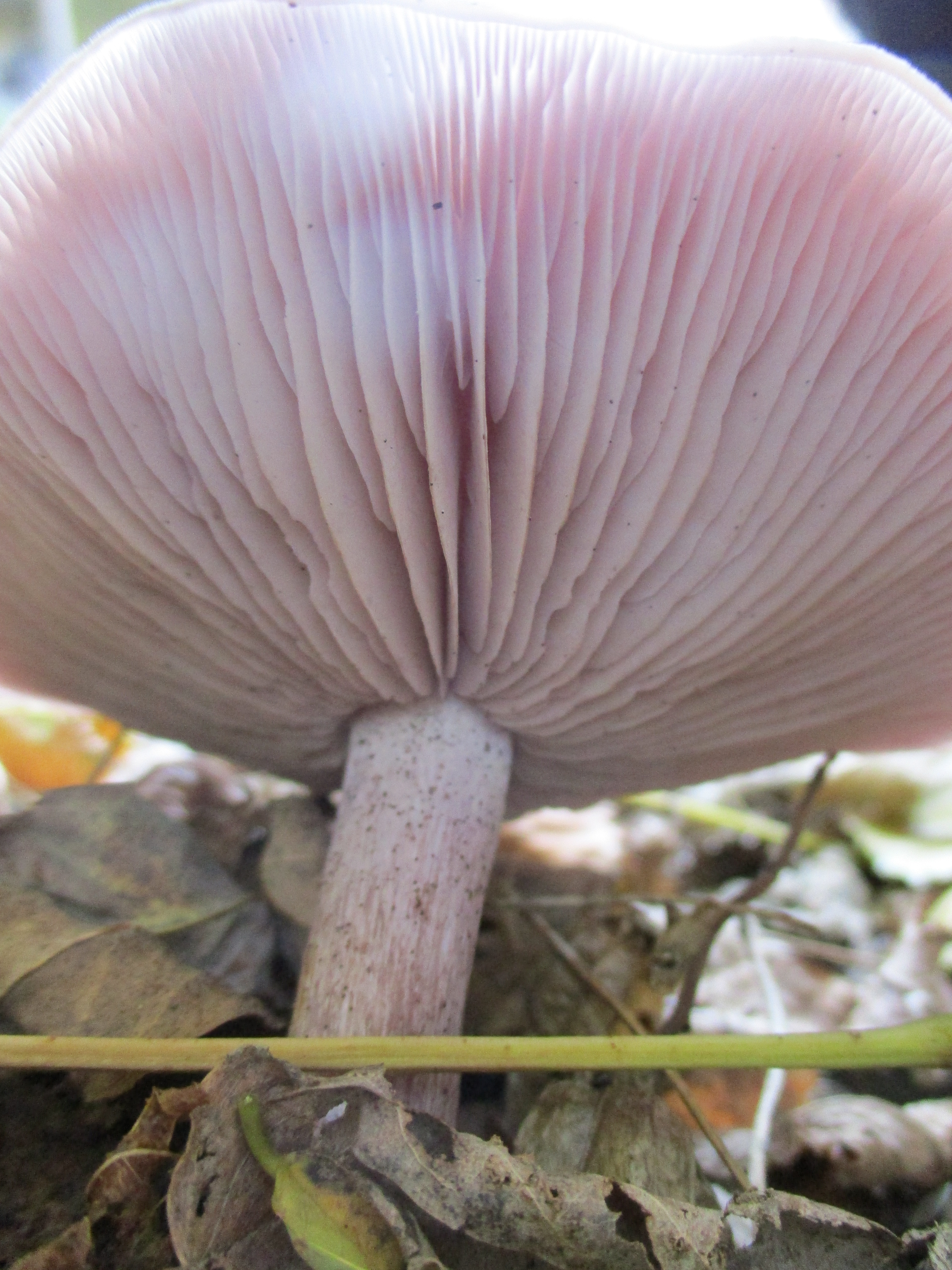
Onderkant plaatjeszwam, plaatjes duidelijk zichtbaar

Volgens de Index Fungorum bestaat de orde van de plaatjeszwammen uit 41 families:
- orde Agaricales
  1. familie Agaricaceae
  2. familie Amanitaceae
  3. familie Biannulariaceae
  4. familie Bolbitiaceae
  5. familie Broomeiaceae
  6. familie Callistosporiaceae
  7. familie Chromocyphellaceae
  8. familie Clavariaceae
  9. familie Cortinariaceae
  10. familie Crassisporiaceae
  11. familie Crepidotaceae
  12. familie Cyphellaceae
  13. familie Cystostereaceae
  14. familie Entolomataceae
  15. familie Fistulinaceae
  16. familie Galeropsidaceae
  17. familie Hemigasteraceae
  18. familie Hydnangiaceae
  19. familie Hygrophoraceae
  20. familie Hymenogastraceae
  21. familie Inocybaceae
  22. familie Lycoperdaceae
  23. familie Lyophyllaceae
  24. familie Marasmiaceae
  25. familie Mycenaceae
  26. familie Niaceae
  27. familie Omphalotaceae
  28. familie Phelloriniaceae
  29. familie Phyllotopsidaceae
  30. familie Physalacriaceae
  31. familie Pleurotaceae
  32. familie Pluteaceae
  33. familie Porotheleaceae
  34. familie Psathyrellaceae
  35. familie Pseudoclitocybaceae
  36. familie Pterulaceae
  37. familie Schizophyllaceae
  38. familie Stephanosporaceae
  39. familie Strophariaceae
  40. familie Tubariaceae
  41. familie Typhulaceae

Daarnaast kan een aantal geslachten binnen de orde Agaricales (nog) niet geplaatst worden in een familie (incertae sedis): dit zijn de geslachten Acanthocorticium, Acinophora, Aleurocystis, Asproinocybe, Atractosporocybe, Baeospora, Calyptella, Camarophyllopsis, Chalymmota, Cheilophlebium, Copelandia, Cystodermella, Floccularia, Gloioxanthomyces, Gondwanagaricites, Gramincola, Leucocalocybe, Leucocybe, Metraria, Mycospongia, Neopaxillus, Nidularia, Omphalina, Panaeolina, Phaeopholiota, Phlebonema, Phlebophyllum, Pilosace, Polygaster, Radulomycetopsis, Rhipidonematomyces, Rhizocybe, Ripartitella, Secotium, Solenia, Squamanita, Stemastrum, Stylobates, Synnematomyces, Tephroderma, Tricholomopsis, Tricholosporum, Trogia, Verrucospora